# Shenet
Shenet var en webbresurs med bland annat innehållsförteckningar för råvaror och ingredienser som förekommer i hudvårdsprodukter.
Webbplatsen startades 1997 av en "tvåbarnsmor i Göteborg med yrkesdrill som bibliotekarie, dokumentalist och informatör" med målgruppen "svenska slutkonsumenter" med fokus på "utvärtes medel".
Webbplatsen innehöll 2019 ett diskussionsforum med över 160 000 medlemmar, och bland annat detaljerade innehållsförteckningar för över 500 råvaror och ingredienser i hudvård.
Webbplatsen har återkommande förekommit som referens i universitets- och skolvärlden i Sverige.
Webbplatsen förefaller ha tagits bort från nätet i slutet av 2023 då den sista arkiverade versionen är arkiverad 2023-08-10.